# Giulio Briccialdi
Giulio Baldassarre Briccialdi (Terni, 2 de março de 1818 - Florença, 17 de dezembro de 1881) foi um flautista e compositor italiano.

## Biografia
Depois de receber as primeiras aulas de flauta de seu pai, ele se formou na Accademia Nazionale di Santa Cecilia em Roma aos 15 anos. Ele ensinou flauta tanto em Roma quanto em Nápoles, onde se torna mestre de flauta do irmão do rei. Virtuoso da flauta, ele tem uma brilhante carreira na Itália e no resto da Europa.
Em Londres, onde o produtor de flautas Rudall & Rose detém a patente para a flauta cilíndrica melhorada por Theobald Böhm, Briccialdi tem a ideia, em 1849, de adicionar uma nota sobre a nota do polegar esquerdo, facilitando a jogada para Lá. Este mecanismo agora é chamado de si bemolle - Briccialdi.
Em 1860, foi diretor da banda em Fermo e, a partir de 1871, ele ensinou flauta no Conservatório de Florença. Em 14 de junho de 1864, tornou-se membro honorário da Sociedade Rossiniana de Pésaro.
Ele compôs a obra teatral Leonora de' Medici (1855), várias peças para flauta (solo e com outros instrumentos) e exercícios didáticos.
Uma vez morto, seus concidadãos organizaram uma arrecadação de fundos para levar seu corpo de volta a Terni, que aconteceu quatro meses depois.
Um asteróide foi dedicado a ele, 7714 Briccialdi. A partir de 1904, ele também deu nome ao conservatório de música de Terni.

## Composições
- Leonora de' Medici, ópera, Milão, Teatro Carcano, 11 de agosto de 1855
- Concerto n. 1 per flauto e orchestra em fá
- Concerto n. 2 per flauto e orchestra em dó
- Quartetto per flauto em um major
- Garibaldi al Tamigi, marcha militar para piano
- Una madre, romanza per mezzosoprano, flauta e piano
- Il lago delle sirene, capriccio de flauta com acompanhamento de piano
- Variazioni su un tema di Bellini: Qual cor tradisti para flauta solo
- Concertino per flauto con accompagnamento di pianoforte, op. 10
- Variazioni per flauto sopra un motivo dell'Opera: I Puritani, op. 11
- Ballabile di concerto para flauta com orquestra ou acompanhamento de piano, op. 15
- Concerto n. 1 per flauto con accompagnamento di pianoforte, op. 19
- Fantasia per flauto con accompagnamento di pianoforte, op. 25
- Fantasia sopra l'opera La figlia del reggimento, op. 27
- Studi per flauto, op. 31
- Reminiscenze dell'opera Maria di Rohan di Donizetti, fantasia romântica para flauta com acompanhamento de piano, op. 35
- Pot-pourri fantastico per flauto con accompagnamento di pianoforte sull'opera La straniera, op. 37
- Fantasia su motivi dell'Attila, op. 39
- Divertimento per flauto con accompagnamento di pianoforte, op. 44
- Macbeth di Verdi, fantasia de flauta com acompanhamento de piano, op. 47
- Concertino n. 2 em G maior, para piano e flauta, op. 48
- Pot-pourri pour la flûte avec accomp.t de piano sur des motifs de l'opéra I Montecchi e i Capuleti de Bellini, op. 55
- Norma, fantasia per flauto con accompagnamento di pianoforte, op. 57
- Concerto n. 2 per flauto con accompagnamento di pianoforte, op. 61
- Deux fleurs, obra de salão, para flauta com acompanhamento de piano, op. 63
- Concerto n. 3 per flauto con accompagnamento di pianoforte, op. 65
- Fantasia elegante per flauto con accompagnamento di pianoforte sull'opera Beatrice di Tenda di Bellini, op. 66
- Secondo pot-pourri fantastico per flauto con accompagnamento di pianoforte sulla Straniera di Bellini, op. 68
- Allegro alla Spagnuola, op. 69
- Capriccio originale para flauta com acompanhamento de piano, op. 71
- Pezzo originale a guisa di scena para flauta e piano, op. 77
- Variazioni sul Carnevale di Venezia, op. 78
- Le carezze, para flauta com acompanhamento de piano, op. 79
- Duetti per due flauti concertanti, op. 100
- Rigoletto: fantasia para flauta com acompanhamento de piano, op. 106
- Guglielmo Tell: fantasia para flauta com acompanhamento de piano, op. 107
- Lucrezia Borgia: fantasia para flauta com acompanhamento de piano, op. 108
- Il bravo: fantasia para flauta com acompanhamento de piano, op. 109
- La sonnambula: fantasia para flauta com acompanhamento de piano, op. 110
- Saffo: fantasia para flauta com acompanhamento de piano, op. 111
- Il vento, capriccio para flauta e piano, op. 112
- Gran duetto per due flauti, op. 118
- Fantasia n. 2 sul Don Carlo, op. 122
- Quintetto per fiati n. 1 em D major, para flauta, oboé, clarinete, chifre e fagote, op. 124
- Quintetto per fiati n. 2, para flauta, oboé, clarinete, chifre e fagote
- Lohengrin Fantasie para flauta e piano, op. 129
- 16 duettini dialogati para duas flautas, op. 132
- Il giardinetto di Perugia, para flauta e piano, op. 135
- 3 romanze senza parole para flauta e piano, op. 140
- Sonatine progressive per imparare a suonare il flauto, op. 141 póstuma